# پانتلایمون کولیش
پانتلایمون کولیش (اوکراینی: Пантелеймон Олександрович Куліш؛ ۷ اوت ۱۸۱۹ – ۱۴ فوریهٔ ۱۸۹۷) انسان‌شناس، شاعر، تاریخ‌نگار، مترجم، نویسنده، منتقد ادبی، و ناشر اهل امپراتوری روسیه بود.